# Уровни Ландау
Уровни Ландау — энергетические уровни заряженной частицы в магнитном поле. Впервые получены как решение уравнения Шрёдингера для электрона в магнитном поле Л. Д. Ландау в 1930 году. Решением этой задачи являются собственные значения и собственные функции гамильтониана квантового гармонического осциллятора. Уровни Ландау играют существенную роль в кинетических и термодинамических явлениях в присутствии сильного магнитного поля.

## Вводные замечания
В квантовой механике, согласно копенгагенской интерпретации, у частиц нет определённой координаты и можно говорить только о вероятности найти частицу в некоторой области пространства. Состояние частицы описывается волновой функцией, а динамика частицы (или системы частиц) описывается не вторым законом Ньютона, а гораздо более сложным уравнением Шрёдингера. (Уравнение Шрёдингера справедливо только в нерелятивистском случае, то есть когда скорости движения частиц значительно меньше скорости света, в противном случае действует ещё более сложное уравнение Дирака.)
Характерной особенностью уравнения Шрёдингера является то, что его собственные значения могут быть дискретны. Например, планеты могут обращаться вокруг Солнца по орбитам любого радиуса и могут иметь непрерывный набор значений энергии, а электрон в атоме водорода в квазиклассическом приближении «обращается» вокруг протона по орбитам определённых радиусов и может обладать только некоторыми разрешёнными энергиями, представленными в энергетическом спектре.
С открытием законов квантовой механики возник вопрос: что происходит с движением частиц в магнитном поле в квантовомеханическом случае? Для решения этого вопроса необходимо решить уравнение Шрёдингера. Впервые это сделал в 1930 году советский физик Ландау. Оказалось, что вдоль магнитного поля частица может двигаться с любой скоростью, но при заданной проекции скорости поперёк магнитного поля частица может занимать лишь дискретные энергетические уровни. Эти уровни были названы уровнями Ландау.
Ниже приводится квазиклассическое решение задачи об энергетическом спектре, уравнение Шрёдингера (3), (8) и его решение (7), причём:
- уравнение (1) описывает энергетические уровни частицы в магнитном поле (уровни Ландау),
- уравнение (10) описывает энергетические уровни частицы в перпендикулярных электрическом и магнитном полях.
- уравнение (11) описывает энергетические уровни частицы в двумерном пространстве.

## Квазиклассический случай
На электрон, движущийся со скоростью  {\displaystyle \mathbf {v} } во внешнем магнитном поле  {\displaystyle \mathbf {B} }, действует сила Лоренца,
{\displaystyle \mathbf {\dot {p}} ={\frac {e}{c}}\left[\mathbf {v} \times \mathbf {B} \right],}                                                                    
где {\displaystyle \mathbf {p} =m\mathbf {v} }  - вектор импульса, {\displaystyle e} — элементарный электрический заряд, {\displaystyle m} - масса электрона, {\displaystyle c} — скорость света в вакууме, точкой обозначено дифференцирование по времени. Его траектория представляет собой винтовую линию, а проекция орбиты на плоскость, перпендикулярную вектору  {\displaystyle \mathbf {B} }, - окружность радиуса {\displaystyle {{r}_{L}}=c{{p}_{\bot }}/\left(eB\right)}  (ларморовский радиус,  {\displaystyle {{p}_{\bot }}} - перпендикулярная полю составляющая импульса). Траектория электрона в импульсном пространстве - окружность радиусом {\displaystyle {{p}_{\bot }}}.
Согласно общим принципам квантовой механики, энергия ограниченного в пространстве движения в перпендикулярной магнитному полю плоскости квантуется. В квазиклассическом приближении уровни энергии электрона могут быть найдены исходя из формулы Лифшица – Онсагера , которая является следствием правила квантования Бора – Зоммерфельда: 
{\displaystyle S\left(E,{{p}_{z}}\right)={\frac {2\pi e\hbar B}{c}}\left(n+\gamma \right),}                                                          
где {\displaystyle \hbar } — приведённая постоянная Планка, {\displaystyle S\left(E,{{p}_{z}}\right)} - площадь сечения поверхности (сферы) постоянной энергии  {\displaystyle E=const} плоскостью  {\displaystyle {{p}_{z}}=const}, ось  {\displaystyle z} направлена вдоль магнитного поля,  {\displaystyle \left|\gamma \right|\leq 1/2}. Подставляя выражение для площади
{\displaystyle S=\pi p_{\bot }^{2}=\pi \left(2mE-p_{z}^{2}\right)}                                                            
получаем выражение для уровней Ландау, справедливое при {\displaystyle n\gg 1} :
{\displaystyle {{E}_{n}}\left({{p}_{z}}\right)=\hbar {{\omega }_{c}}\left(n+\gamma \right)+{\frac {p_{z}^{2}}{2m}}.}  
где  {\displaystyle \omega _{c}={\frac {eB}{mc}}} — циклотронная частота (СГС).

## Трёхмерный случай
Энергетический спектр для электрона (значение энергии в зависимости от его состояния) в магнитном поле в трёхмерном случае представляется в простом виде 
{\displaystyle E(n,k_{z})={\frac {\hbar ^{2}k_{z}^{2}}{2m}}+\hbar \omega _{c}\left(n+{\frac {1}{2}}\right),\qquad (1)}
где {\displaystyle k_{z}} — волновой вектор в направлении {\displaystyle {\overrightarrow {z}}}, которое принято за направление магнитного поля. Здесь энергетический спектр {\displaystyle (1)} легко интерпретировать. Движение вдоль магнитного поля, где магнитное поле не влияет на заряженную частицу, представлено плоскими волнами, как для свободной частицы с волновым вектором {\displaystyle k_{z}}. Движение в направлении, перпендикулярном магнитному полю, ограничено, и энергетический спектр полностью квантован. Хотя движение частицы происходит в трёхмерном пространстве, энергетический спектр зависит только от двух квантовых чисел: непрерывного {\displaystyle k_{z}} и дискретного {\displaystyle n}. Это означает, что спектр частицы является вырожденным. В трёхмерном случае наблюдается двукратное вырождение энергии по проекции волнового вектора на направление магнитного поля {\displaystyle \pm k_{z}}. В дополнение к этому имеется вырождение уровня Ландау, равное
{\displaystyle N_{L}={\frac {eBS}{2\pi \hbar c}},\qquad (2)}
Кратность вырождения каждого из уровней Ландау равна отношению площади сечения образца {\displaystyle S} плоскостью, перпендикулярной магнитному полю, к площади круга с радиусом равным магнитной длине
{\displaystyle l_{H}={\sqrt {\frac {\hbar c}{eB}}},}
которая является характерным размером области высокой вероятности нахождения частицы.
Кроме того, для свободных электронов в трёхмерном пространстве наблюдается приблизительное двукратное вырождение уровней энергии по спину. Это вырождение, однако, нетривиально, поскольку для него требуется, чтобы уровень Ландау для электрона со спином вниз в точности совпадал с уровнем Ландау для электрона со спином вверх плюс магнитный момент электрона на магнитное поле. Другими словами, требуется, чтобы g-фактор для электрона был в точности равен двойке (это, как показывает квантовая электродинамика, не совсем так). Это требование тем более не выполняется для электронов — квазичастиц в твёрдых телах (эффективная масса электрона и его магнитный момент мало связаны). Тем не менее, задача об электроне со спином и g-фактором равным 2 представляет некоторый теоретический интерес, поскольку её можно представить как задачу, обладающую суперсимметрией.

### О решении уравнения Шрёдингера для электрона в магнитном поле
Стационарное уравнение Шрёдингера для электрона в магнитном поле представлено в виде
{\displaystyle {\frac {1}{2m}}\left({\hat {\mathbf {p} }}-{\frac {e}{c}}{\hat {\mathbf {A} }}\right)^{2}\Psi _{n}(\mathbf {r} )=E_{n}\Psi _{n}(\mathbf {r} ),\qquad (3)}
где {\displaystyle {\hat {\mathbf {p} }}} и {\displaystyle {\hat {\mathbf {A} }}} — оператор импульса электрона и векторный потенциал магнитного поля соответственно, {\displaystyle \Psi _{n}(\mathbf {r} )} — волновая функция электрона, {\displaystyle E_{n}} — энергия и индекс {\displaystyle n} обозначает n-й уровень Ландау. В калибровке Ландау уравнение {\displaystyle (3)} запишется в виде
{\displaystyle \left[-{\frac {\hbar ^{2}}{2m}}\left({\frac {\partial ^{2}}{\partial x^{2}}}+{\frac {\partial ^{2}}{\partial z^{2}}}\right)+{\frac {1}{2m}}\left(-i\hbar {\frac {\partial }{\partial y}}-{\frac {eB}{c}}x\right)^{2}\right]\Psi _{n}(x,y,z)=E_{n}\Psi _{n}(x,y,z).\qquad (4)}
Чтобы разделить переменные в этом уравнении, решение удобно искать в виде произведения трёх функций
{\displaystyle \Psi _{n}(x,y,z)={\frac {1}{\sqrt {L_{z}L_{y}}}}e^{ik_{z}z}e^{ik_{y}y}\psi _{n,k_{y}}(x),\qquad (5)}
где {\displaystyle L_{z}} и {\displaystyle L_{y}} — размеры системы, {\displaystyle k_{z}} и {\displaystyle k_{y}} — волновые векторы, индекс {\displaystyle k_{y}} у волновой функции {\displaystyle \psi _{n,k_{y}}(x)} означает, что она зависит от него как от параметра. Подставляя {\displaystyle (5)} в {\displaystyle (4)}, получим одномерное уравнение для {\displaystyle \psi _{n,k_{y}}(x)}
{\displaystyle \left[-{\frac {\hbar ^{2}}{2m}}{\frac {d^{2}}{dx^{2}}}+{\frac {m\omega _{c}^{2}}{2}}(x-k_{y}l_{H}^{2})^{2}\right]\psi _{n,k_{y}}(x)=E_{n}\psi _{n,k_{y}}(x).\qquad (6)}
Это уравнение — не что иное, как уравнение Шрёдингера для квантового гармонического осциллятора со сдвигом минимума потенциала. Таким образом, решения запишутся в виде 
{\displaystyle \psi _{n,k_{y}}(x)={\frac {1}{\sqrt {2^{n}n!\pi ^{1/2}l_{H}}}}e^{-{\frac {(x-k_{y}l_{H}^{2})^{2}}{2l_{H}^{2}}}}H_{n}\left({\frac {(x-k_{y}l_{H}^{2})}{l_{H}}}\right),\qquad (7)}
где {\displaystyle H_{n}(x)} — многочлен Эрмита порядка {\displaystyle n}.

### О влиянии электрического поля
Теперь рассмотрим влияние электрического поля, перпендикулярного магнитному полю, на энергетический спектр электрона. Перепишем уравнение {\displaystyle (6)} с учётом электрического поля {\displaystyle \varepsilon }, направленного по {\displaystyle x}: 
{\displaystyle \left[-{\frac {\hbar ^{2}}{2m}}{\frac {d^{2}}{dx^{2}}}+{\frac {m\omega _{c}^{2}}{2}}(x-k_{y}l_{H}^{2})^{2}+e\varepsilon x\right]\psi _{n,k_{y}}(x)=E_{n,k_{y}}\psi _{n,k_{y}}(x),\qquad (8)}
которое после выделения полного квадрата представляется в виде
{\displaystyle \left[-{\frac {\hbar ^{2}}{2m}}{\frac {d^{2}}{dx^{2}}}+{\frac {m\omega _{c}^{2}}{2}}(x-X_{k_{y}})^{2}+e\varepsilon k_{y}l_{H}^{2}-{\frac {m}{2}}v_{d}^{2}\right]\psi _{n,k_{y}}(x)=E_{n,k_{y}}\psi _{n,k_{y}}(x),\qquad (9)}
где {\displaystyle X_{k_{y}}=k_{y}l_{H}^{2}-v_{d}/\omega _{c}}, и {\displaystyle v_{d}=c\varepsilon /B}. Мы видим из гамильтониана, что электрическое поле просто сдвигает центр волновой функции. Энергетический спектр задаётся следующим выражением:
{\displaystyle E_{n,k_{y}}=\hbar \omega _{c}\left(n+{\frac {1}{2}}\right)+e\varepsilon X_{k_{y}}-{\frac {m}{2}}v_{d}^{2}.\qquad (10)}

## Двумерный случай
В квантовых размерных структурах, в которых движение носителей заряда ограничено в одном из направлений (например, квантовая яма вблизи границы гетероперехода) энергетический спектр становится дискретным для движения вдоль соответствующей координаты (например, оси {\displaystyle z}) . Если в потенциальной яме заполнен лишь один квантовый уровень с минимальной энергией {\displaystyle E_{0}}, носители ведут себя, как двумерный газ, т.е. под влиянием внешних полей могут уже меняться не три, а две компоненты импульса. 
В этом случае спектр электронов состоит из эквидистантных уровней (с расстоянием между уровнями {\displaystyle \hbar \omega _{c}}, где {\displaystyle \omega _{c}} определяется компонентой магнитного поля вдоль оси {\displaystyle z}). Энергия электрона есть
{\displaystyle E(n)=E_{0}+\hbar \omega _{c}\left(n+{\frac {1}{2}}\right),\qquad (11)}
Если {\displaystyle E_{0}} выбрать за начало отсчёта энергии, то формула (11) примет вид:
{\displaystyle E(n)=\hbar \omega _{c}\left(n+{\frac {1}{2}}\right).\qquad (12)}